# 井上村站
井上村站是西安地铁8号线和10号线的一座换乘站，位于中华人民共和国陕西省西安市未央区永顺路、永顺东路与景云路交叉口。车站因老地名井上村得名。

## 车站结构
本站为8号线和10号线的换乘站，两线形成T字形节点换乘，换乘节点位于8号线站台东端，10号线站台中部。
|                   |  | █ 10号线往昭慧广场（帽珥冢） |
| 島式 · 開左邊车门 |  |                              |
|                   |  | █ 10号线下客站台             |

|                   |  | █ 8号线外环（余家寨）   |
| 島式 · 開左邊车门 |  |                         |
|                   |  | █ 8号线内环（北辰东路） |

## 公共艺术
本站两线采用同样的装潢风格，车站整体采用暖白色基调，通过数条流线型折片形态的飘带贯穿整个空间，一块块刻有镂空花纹的菱形装饰宛若波光粼粼的河水，游走在“飘带”之间，极具视觉冲击力，整个空间都洋溢着曲线的柔美，展现了10号线“泾渭分明”的装修设计主题。

## 出入口
本站共有7个出入口，A-C出入口位于8号线站厅，E-H出入口位于10号线站厅，G出入口不启用。
|            |                              |      |
|            |                              |      |
| 编号       | 指示                         | 图片 |
| A          | 永顺路（北）                 |      |
| B          | 永顺路（南）、红旗铁路公园   |      |
| C          | 永顺路（南）                 |      |
| E          | 景云路（东）、永明东路       |      |
| F          | 景云路（东）、永顺东路（北） |      |
| G          | 景云路（西）                 |      |
| H          | 景云路（西）                 |      |
| 无障碍电梯 |                              |      |

## 历史
本站在建设时称作杨家庄站。
- 2024年9月26日：10号线车站启用[5]。
- 2024年12月26日：8号线车站启用[6]。